# Horreby
Horreby är en ort på ön Falster i Danmark.   Den ligger i Guldborgsunds kommun och Region Själland, i den sydöstra delen av landet, 100 km söder om Köpenhamn. Horreby ligger 18 meter över havet och antalet invånare är 302. Närmaste större samhälle är Nykøbing Falster, 8,5 km väster om Horreby. Trakten runt Horreby består till största delen av jordbruksmark.